# NGC 2662
NGC 2662 este o galaxie eliptică situată în constelația Hidra. A fost descoperită în 16 martie 1836 de către John Herschel.